# Кукольник, Нестор Васильевич
Не́стор Васи́льевич Ку́кольник (8 [20] сентября 1809, Санкт-Петербург — 8 [20] декабря 1868, Таганрог) — русский поэт и драматург, мастер романтической лирики, один из наиболее известных петербургских литераторов николаевской эпохи, автор текстов популярных романсов.

## Ранние годы
Родился в Санкт-Петербурге в семье учёного и педагога В. Г. Кукольника, русина из Подкарпатской Руси, приглашённого в Россию. Его отец занимался многими науками — физикой, химией, юриспруденцией, написал учебник по агрономии. В 1821 году он поступил в Нежинскую гимназию высших наук князя Безбородко, которую окончил в 1829 году. Выпущен из гимназии без аттестата как один из основных обвиняемых по «делу о вольнодумстве», начатому по доносу вскоре после декабрьских событий 1825 года; вторым из известных обвиняемых был Николай Гоголь. По ходу этого дела студентов обвиняли в чтении вольнодумных книг. В гимназии он впервые начал заниматься литературной деятельностью, но его первые литературные опыты не сохранились, так как были изъяты при расследовании «дела о вольнодумстве». Литературные опыты были продолжены в Вильне, где с 1825 года профессором университета служил его старший брат Павел Кукольник. В Вильне Нестор Кукольник в 1829—1831 годах преподавал в Виленской гимназии русскую словесность и издал на польском языке практический курс русской грамматики.
Однако расцвет литературной деятельности Н. Кукольника пришёлся на годы, проведённые в Петербурге, куда он переехал в 1831 году, спасаясь от Польского восстания. Известность получил в 1834 году, когда на сцене Александринского театра в бенефис В. Каратыгина была поставлена «Рука Всевышнего Отечество спасла». Драма была одобрена императором Николаем I. В конце марта 1834 года состоялось знакомство Кукольника и Пушкина, о чём Александр Сергеевич упомянул в своем дневнике. Заподозрив в анонимной эпиграмме авторство Пушкина, он возненавидел поэта, записав в дневнике: «Он был злейший мой враг: сколько обид, сколько незаслуженных оскорблений он мне нанес, и за что? Я никогда не подал ему ни малейшего повода». Сам Кукольник не сомневался, что как поэт он гораздо глубже Пушкина, находил «его учёность слишком поверхностною». В дружеской компании, подвыпив, восклицал в третьем лице: «Кукольник велик! Кукольника потомство оценит!»

## Творчество

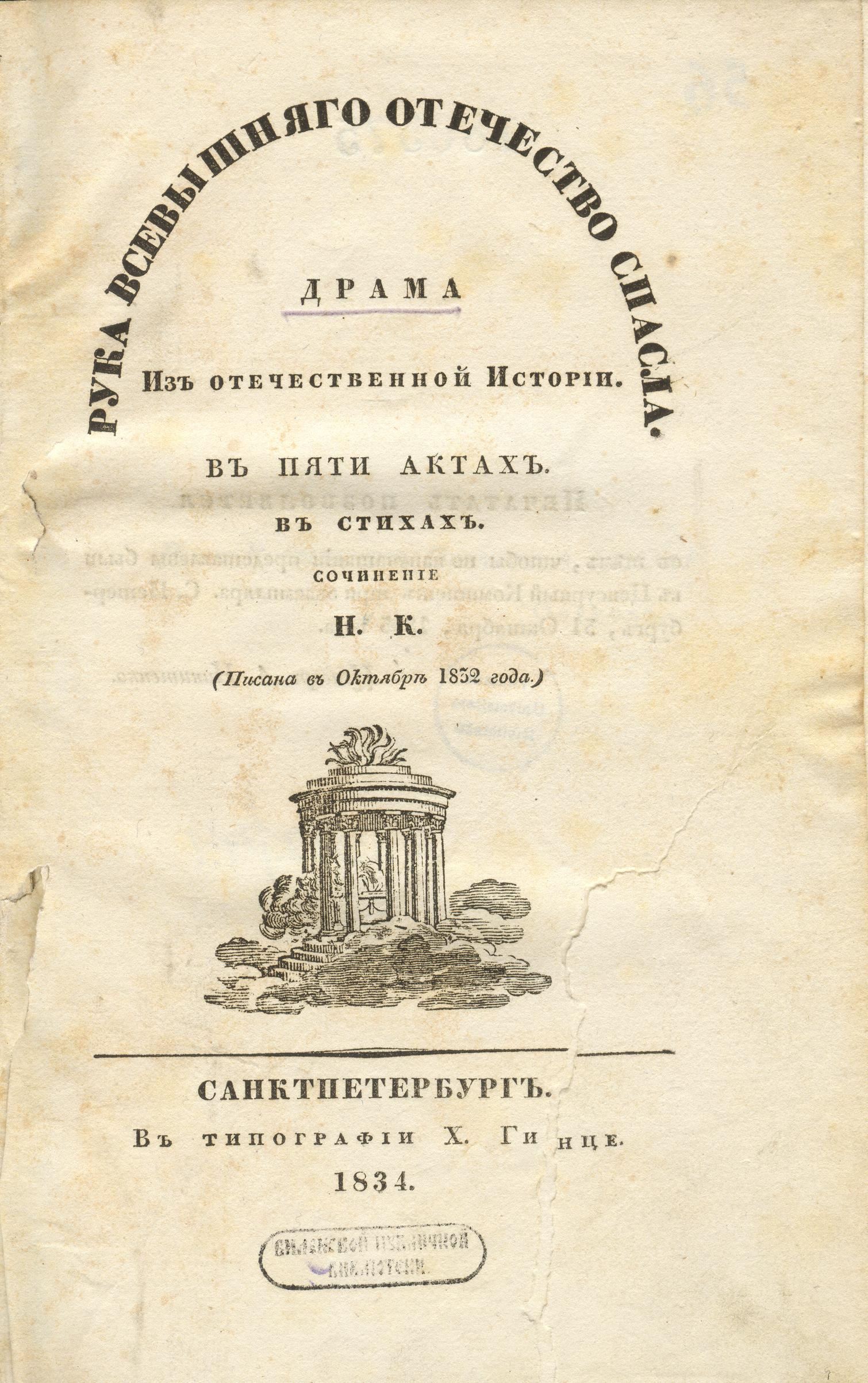
«Рука Всевышнего отечество спасла». Титульная страница первого издания (1834)

Творчество Н. Кукольника обширно и многогранно. Наряду с драматургией, он успешно пробует силы в жанре авантюрного романа, исторической повести, художественной критике, поэзии и даже в музыке. С 1838 года издаёт ряд периодических изданий искусствоведческого характера. Драматургия Н. Кукольника должна рассматриваться как своеобразный буфер между российской исторической драмой первой трети XIX века и второй половины XIX века. Писатель стоит у истоков жанра драматической поэмы. Он первый использовал и ввёл в обиход приёмы и мотивы, которые позднее найдут отражение в творчестве А. К. Толстого, Л. А. Мея, М. И. Цветаевой и других. Современные исследователи обоснованно указывают на параллели между отдельными произведениями Н. Кукольника и драматическим циклом «Романтики» М. И. Цветаевой. Н. Кукольник также первым в русской литературе представил новый тип жанра исторического романа, нашедшего потом на Западе блестящее воплощение в романах А. Дюма, его современника. Одним из первых в русской литературе Н. Кукольник начал развивать любовно-авантюрный жанр в духе Эжена Сю, Поля де Кока. Его литературные поиски на сюжеты из зарубежной истории справедливо можно рассматривать как предшественника историко-биографического жанра, позднее получивших развитие в романах-исследованиях Д. С. Мережковского, Ю. Н. Тынянова, Ольги Форш.

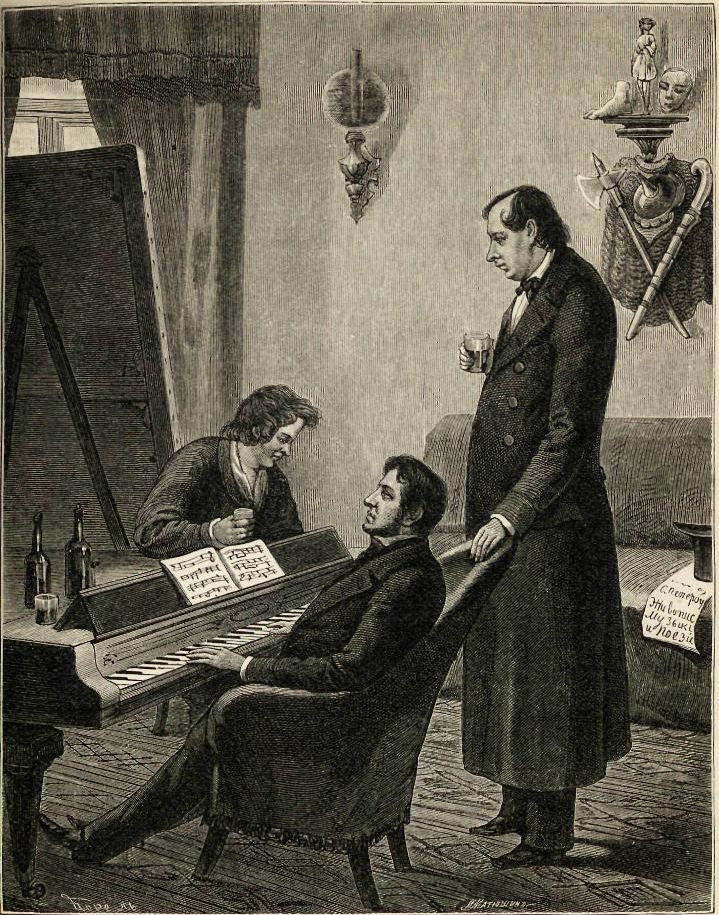
К. Брюллов, М. Глинка и Н. Кукольник. Гравюра с рисунка П. А. Каратыгина, сделанного с натуры в 1842 году

В период наибольшего творческого взлёта Н. Кукольник сближается с композитором М. Глинкой и художником К. Брюлловым. Его участие в судьбе таких писателей и поэтов, как Т. Г. Шевченко, М. Е. Салтыков-Щедрин и И. С. Никитин, общепризнанно. Н. Кукольник — один из соавторов стихов либретто опер «Жизнь за царя» («Иван Сусанин») и «Руслан и Людмила». На его стихи написали музыку 27 композиторов, в том числе М. И. Глинка (ставшие классическими романсы «Жаворонок», «Попутная песня», «Сомнение» и др.), А. Варламов, С. Монюшко.

## Служба
С 1843 года поступил на службу в канцелярию Военного Министерства, что стало причиной его многочисленных и порой длительных командировок практически по всей Европейской части России, от Кишинёва до Астрахани. И хотя литературную деятельность он не оставляет, но много времени и сил отдаёт служебным делам. Среди этих дел особо надо отметить изучение состояния горнодобывающей промышленности в районе Донбасса. Результаты этой работы потом весьма существенно повлияли на экономическое развитие западного Донбасса, особенно после строительства железной дороги Курск—Харьков—Таганрог, обоснованием которого успешно занимался Н. Кукольник вместе с промышленниками братьями Поляковыми.

## Семья

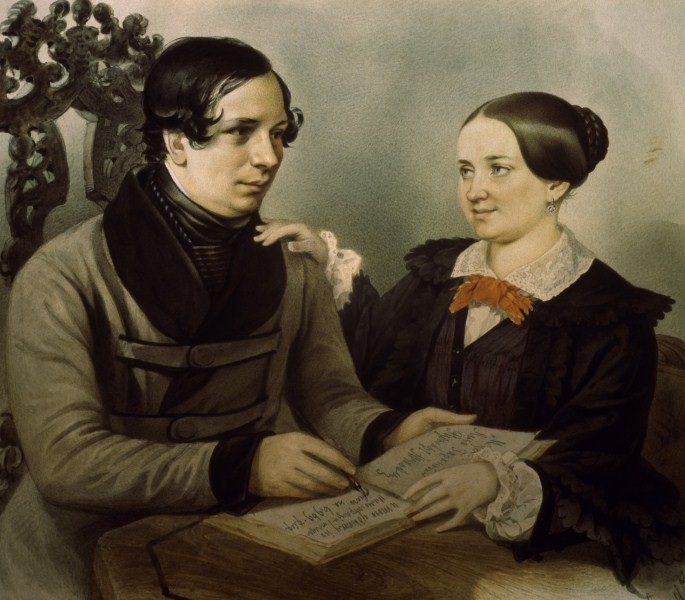
Нестор Кукольник с женой на портрете Р. К. Жуковского (1847)

В 1843 году Нестор Кукольник женился на гражданской жене Софии Амалии фон Фризен, немке лютеранского вероисповедания.
До конца жизни она разделяла все тяготы его службы, в том числе и длительные командировки. До женитьбы Н. Кукольник пережил две любовные трагедии.
Первая любовь к Екатерине Тимофеевне Фан дер-Флит закончилась неожиданно для влюблённых. По решению своего отца, Т. Ф. Фан-дер-Флита, Екатерина вышла замуж за М. П. Лазарева. Это вызвало ряд лирических стихотворений, где Н. Кукольник скрывает свою возлюбленную под именем Ленора (Элеонора), что послужило причиной насмешек в среде литераторов и критиков, обвинявших Н. Кукольника в искусственности и надуманности. Особенно язвителен был И. И. Панаев, суждения которого до сих пор кладутся отечественным литературоведением в основу оценки всей поэзии Н. Кукольника.
Вторая любовь, к графине Марии Толстой (впоследствии Каменской), судя по стихотворным опытам (большей частью незаконченным), тоже нанесла Кукольнику серьёзную душевную травму. Сама Толстая признавалась, что «Кукольник первый сделал шаг назад», она же «по женской гордости, отступила от него на десять шагов».

## Поздние годы

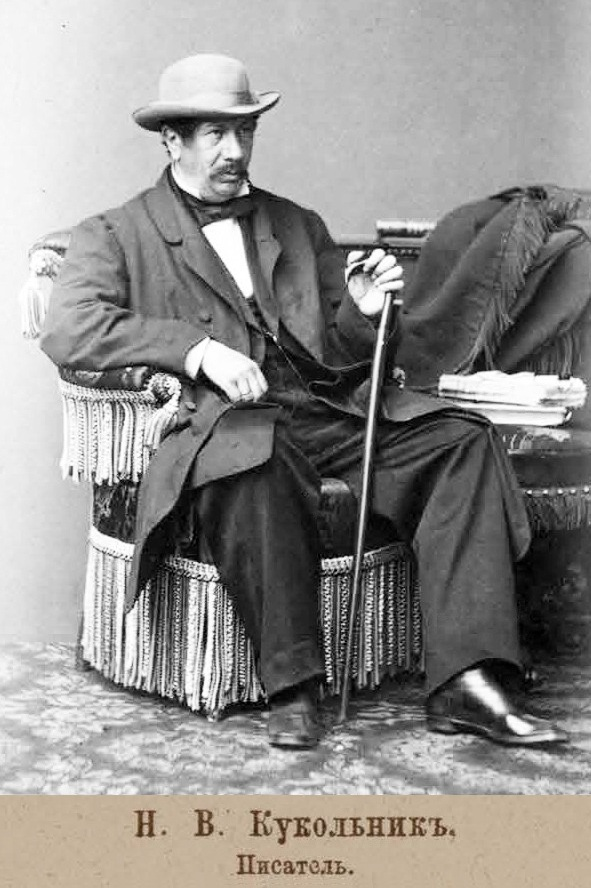

События Крымской войны 1853—1856 гг. застают Н. Кукольника в Новочеркасске, куда он был прикомандирован к штабу Войска Донского (атаман М. Хомутов). Н. Кукольник занимается снабжением действующей армии и его усилия на этом посту заслуживают высокой оценки. В 1857 году он выходит в отставку в чине действительного статского советника и поселяется в Таганроге. Последние десять лет прожил в Таганроге. Здесь он продолжает литературную деятельность. Однако основу в этот период составляет общественная деятельность. Вопреки установившемуся мнению, Н. Кукольник не был гласным городской Думы, но выполнял отдельные поручения Таганрогского городского общества. Часть работ выполнена им по собственной инициативе на общественных началах. Результаты этих работ, в том числе и отрицательные, серьёзно сказались на судьбе Таганрога как городского центра образования на юге России.

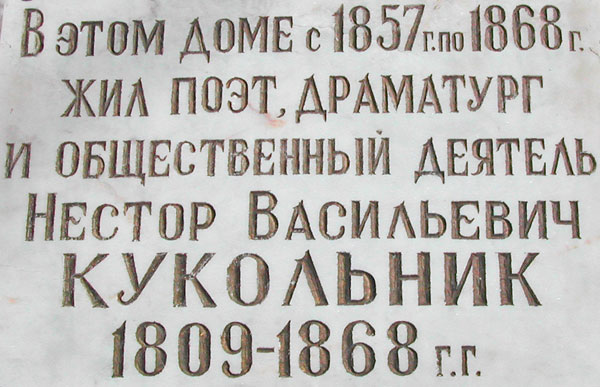
Мемориальная доска на доме-резиденции Кукольника в Таганроге

Вот только краткий перечень всех этих общегородских начинаний. Н. Кукольник первый поставил и обосновал необходимость университетского образования на Дону и в Приазовье. Его предложение открыть университет в Таганроге хотя и не привело к успеху, но послужило одним из оснований открытия в 1865 году Новороссийского университета. Н. Кукольник обосновал необходимость городской газеты в Таганроге, что послужило в конце концов одной из причин открытия газет не только в Таганроге, но и в Одессе и Ростове-на-Дону. Начиная с 1865 года Н. Кукольник возглавлял рабочую группу по обоснованию и выбору трассы железной дороги от Харькова к Таганрогу. Работа эта увенчалась успехом, и в 1868 году Александр II утвердил соответствующие договоры на строительство. Неоднократно Н. Кукольник ставил перед правительством вопрос о необходимости надлежащих мер по экологической защите Таганрогского залива Азовского моря. Он также поднял вопрос об изменении административно-территориального устройства Приазовского края путём создания Петровской (Таганрогской) губернии. Здесь он встретил сильное противодействие со стороны руководства Области Войска Донского, что в конечном итоге привело к негативному результату. Н. Кукольник способствовал открытию в ходе судебной реформы в Таганроге окружного суда, что произошло уже после его смерти в 1869 году. Эти и подобные общественные начинания Н. Кукольника вызывали массу недовольства у провинциальной знати, которую он высмеял в своей последней драме «Гоф-юнкер», запрещённой фактически по указанию Александра II.
Умер Н. Кукольник внезапно, в декабре 1868 года, собираясь в театр. Похоронен в Таганроге, в своём имении близ рощи Дубки.

## Адреса в Санкт-Петербурге
- 1836 год — дом Гавриловой — набережная реки Мойки, 70;
- 1836—1837 — набережная реки Мойки, 78;
- 1837—1843 — доходный дом — Итальянская улица, 31.

## Опубликованные произведения
- Торквато Тассо: Большая драм. фантазия, в стихах: (Писана в 1830 и 1831 гг.) / Соч. Н. К. — Санкт-Петербург: тип. Н. Греча, 1833. — VIII, [4], 174 с.
- Джакобо Санназар: Драм. фантазия в 4 актах, в стихах: (Писана летом 1833 г.) / Соч. Н. К. — Санкт-Петербург: тип. вдовы Плюшар с сыном, 1834. — 120 с.
- Рука Всевышнего Отечество спасла: Драма из отеч. истории, в 5 актах, в стихах: (Писана в октябре 1832 г.) / Соч. Н. К. — Санкт-Петербург: тип. Х. Гинце, 1834. — 141 с.
- Князь Михаил Васильевич Скопин-Шуйский: Драма в 5 актах, в стихах / Соч. Н. К. — Санкт-Петербург: тип. вдовы Плюшар с сыном, 1835. — 166 с.
- Роксолана: драма в 5 актах, в стихах: (Писана летом 1835 г.) / соч. Н. К. — Санкт-Петербург: тип. вдовы Плюшар с сыном, 1835. — 178, II с.
- Джулио Мости: Драм. фантазия в 4 ч. с интермедией в стихах: (Писана в 1832 и 1833 г.) / Соч. Н. К. — Санкт-Петербург: тип. Э. Праца и К°, 1836. — [8], 252 с.
- Двадцать восьмое января 1725 года: Драм. картина в 2 явлениях, в стихах: (Писана в нояб. 1836 г.) / Соч. Н. К. — Санкт-Петербург: тип. Э. Праца и К°, 1837. — 42 с.
- Альф и Альдона: Ист. роман в 4 т. / Соч. Н. Кукольника. Т. 1—4. — Санкт-Петербург: тип. И. Глазунова и К°, 1842.
- Эвелина де Вальероль: Роман в 4 т. / Соч. Н. Кукольника. — 2-е изд., испр. Т. 1—4. — Санкт-Петербург: тип. И. Глазунова и К°, 1841—1842.
- Генерал-поручик Паткуль: Трагедия в 5 актах, в стихах / Соч. Нестора Кукольника. — Санкт-Петербург: тип. К. Жернакова, 1846. — 152, IV с.
- Два Ивана, два Степаныча, два Костылькова: Роман / Соч. Н. Кукольника. — Санкт-Петербург: тип. К. Жернакова, 1846. — 578 с.
- Два Ивана, два Степаныча, два Костылькова: Роман. Ч. 1—4 / Нестор Кукольник. — Санкт-Петербург: А. С. Суворин.— (Дешевая библиотека). — Ч. 3-я и 4-я. — [2], 401 с.
- 'Барон Фанфарон и маркиз Петиметр: Быль времён Петра Великого / Соч. Н. В. Кукольника. Ч. 1. — Санкт-Петербург: тип. И. Фишона, 1847. — [2], 384 с.
- Барон Фанфарон и маркиз Петиметр: Быль времён Петра Великого / Соч. Н. В. Кукольника. Ч. 2. — Санкт-Петербург : тип. И. Фишона, 1847. —[2], 226 с.
- '''Морской праздник в Севастополе: Драм. представление в 5 карт.''' / Соч. Н. Кукольника. — Санкт-Петербург: тип. И. Фишона, 1854. — [6], 82 с.
- Азовское сидение: Ист. сказание в лицах, в 5 актах и 9 карт / [Соч.] Нестора Кукольника. — Санкт-Петербург: тип. И. Фишона, 1855. — [6], 161 с., 4 л. ил.
- Боярин Фёдор Васильевич Басёнок: Ист. драма в 5 актах, в стихах / [Соч.] Нестора Кукольника. — Санкт-Петербург, 1860. — [2], 77 с.
- Железные дороги в России: 1—2. — [Санкт-Петербург]: тип. Л. Демиса и К°, [1865]. — 36с.
- Иоанн III, собиратель земли русской: Ист. роман Нестора Кукольника. — Санкт-Петербург: Г. Гоппе, 1874. — [2], 452, IV с.
- Новый год: (Ист. рассказ) / [Соч.] Н. Кукольника. — Санкт-Петербург: ген.-майор Зыков, 1880. — 40 с. — (Досуг и дело: Поврем. изд. для солдат и народа; [1880. Ненум. вып.])